# Myriam Van Wessen
Myriam Van Wessen fue una actriz de cine, teatro y televisión argentina.

## Carrera
Damita joven del cine argentino, intervino en algunas producciones fílmicas en la década de 1970. En 1970 intervino en La cosecha dirigida por Marcos Madane, en la que compartió pantalla con figuras de renombre como Pedro Buchardo, Margarita Corona, Tony Vilas, Elsa Berenguer y Cuny Vera. Un año después actúa en una película de Fernando Ayala, Argentino hasta la muerte, protagonizada por Héctor Alterio, Thelma Biral, Arnaldo André, Rey Charol y Gabriela Gili. En ese mismo año también hizo La bestia desnuda, un filme de Emilio Vieyra, con Norberto Aroldi, Gloria Prat y Aldo Barbero.
En televisión trabajó en el especial del ciclo Alta Comedia, El ángel azul, con Pablo Alarcón, Blanca Lagrotta, Ricardo Lavié, Nélida Lobato, Raúl Rossi y Eduardo Rudy. También trabajó en Arsenio Lupin (1961) encabezado por Narciso Ibáñez Menta, en Teatro como en el teatro (1964) con Norma Aleandro, Osvaldo Cattone, Rodolfo Crespi, Darío Vittori y Gino Renni; El flequillo de Balá (1965) con el gran Carlitos Balá; y Casos y cosas de casa con Chico Novarro y Teresa Blasco.
Actriz del teatro profesional y de físico robusto solía aparentar más edad de los que tenía.[cita requerida]
Trabajó en el Teatro Nacional Cervantes con la obra Seis personajes en busca de un autor con Alejandro Andersón, Eva Dongé, Lydia Lamaisón, Carlos Muñoz y Rodolfo Sáleme. En 1971 hizo con la Compañía De Buenos Aires dirigida por Sergio Renán la obra Víctor o los niños en el poder, con un destacado elenco como Héctor Alterio, Ulises Dumont, Víctor Laplace, Ana María Picchio y Walter Vidarte. Otras obras en las que actuó se encuentran El asesinato de la enfermera Jorge de Frank Marcus, con dirección de Alejandra Boero; Un viaje feliz traducida por Wally Zenner, en la que actuaban Violeta Antier, Marcelo Lavalle, Tina Martínez de la Rosa y Hugo de Witte; y Ha llegado un inspector junto a Corrado Corradi, Norma Beltrán, Carlos Martín Jorge Beyró, Beatriz Diego y Alberto Gorzio.[cita requerida]
Falleció en la provincia de Buenos Aires en la década de 1990, según expresó en su libro, No sé por donde empezar, el actor Enrique Pinti.

## Filmografía
- 1971: La bestia desnuda.
- 1971: Argentino hasta la muerte.
- 1970: La cosecha.

## Televisión
- 1970: Alta Comedia.
- 1966: Casos y cosas de casa
- 1965: El flequillo de Balá.
- 1964: Teatro como en el teatro, ep. Las mujeres son así.
- 1961: Arsenio Lupin.

## Teatro
- 1971: Víctor o los niños en el poder.
- 1970: Un viaje feliz
- 1969: El asesinato de la enfermera Jorge
- 1967: Seis personajes en busca de un autor.
- 1957: Ha llegado un inspector.